# ديك شنايدر
ديك شنايدر (بالهولندية: Dick Schneider) (و. 1948  م) هو لاعب كرة قدم، من مملكة هولندا، ولد في ديفينتر، يلعب كمُدَافِع.

## روابط خارجية
- ديك شنايدر على موقع قاعدة بيانات كرة القدم.إي يو (الإنجليزية)
- ديك شنايدر على موقع ناشيونال فوتبول تيمز (الإنجليزية)